# Біркір Маур Сайварссон
Заголовок цієї статті — це ісландське ім'я, де Біркір Маур — особове ім'я, а Сайварссон — ім'я по батькові. 
Біркір Маур Сайварссон (ісл. Birkir Már Sævarsson, нар. 11 листопада 1984, Рейк'явік) — ісландський футболіст, захисник «Валюра» і національної збірної Ісландії.

## Клубна кар'єра
Народився 11 листопада 1984 року в місті Рейк'явік. Вихованець футбольної школи клубу «Валюр». Дорослу футбольну кар'єру розпочав 2003 року в основній команді того ж клубу, в якій провів п'ять сезонів, взявши участь у 66 матчах чемпіонату.
Своєю грою за цю команду привернув увагу представників тренерського штабу норвезького «Бранна», до складу якого приєднався 2008 року. Відіграв за команду з Бергена наступні шість сезонів своєї ігрової кар'єри. Більшість часу, проведеного у складі «Бранна», був основним гравцем захисту команди.
До складу шведського «Гаммарбю» приєднався на початку 2015 року і за три сезони встиг відіграти за стокгольмську команду 84 матчі в національному чемпіонаті, після чого на початку 2018 року повернувся в «Валюр».

## Виступи за збірну

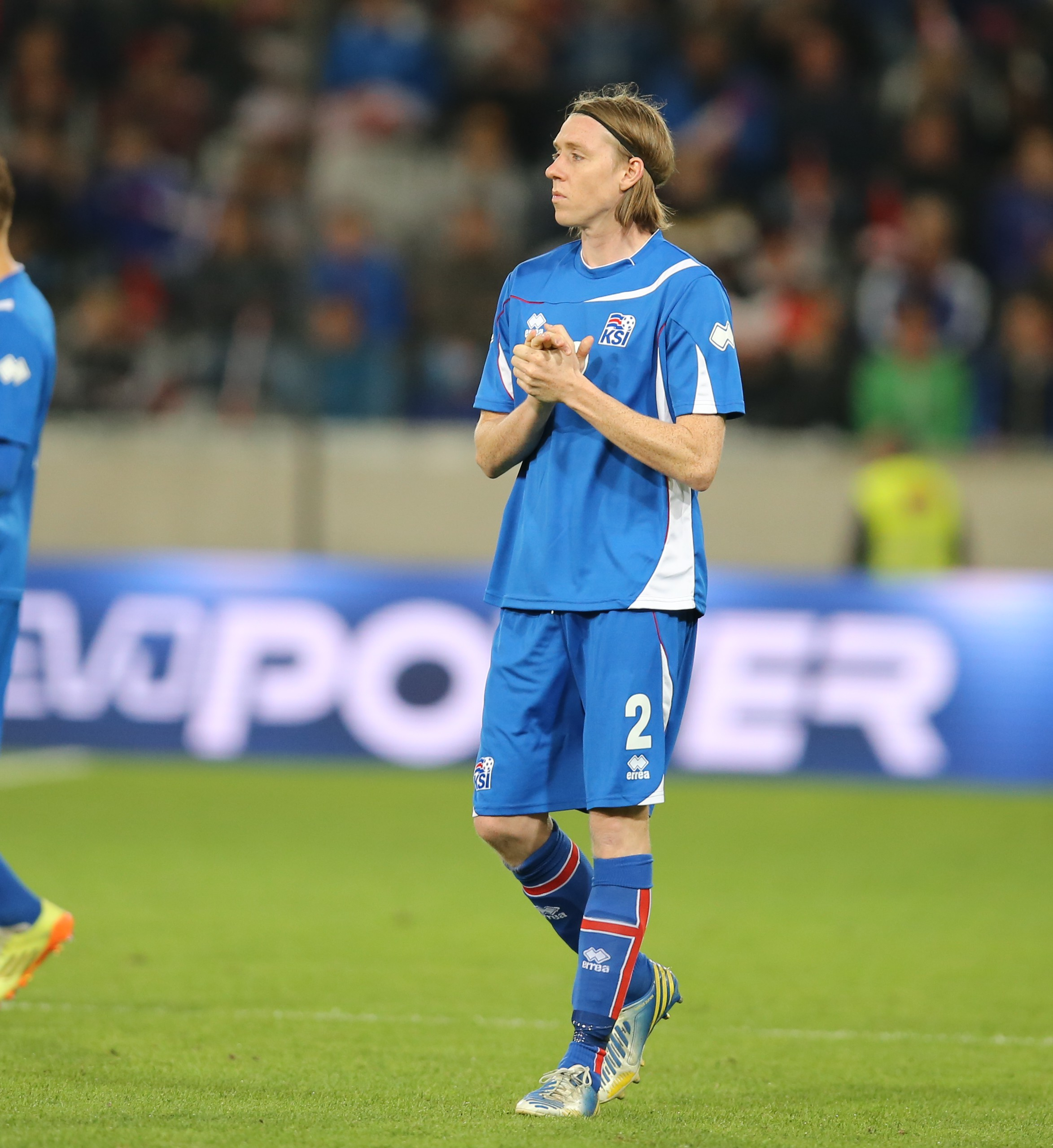
Сайварссон у матчі проти збірної австрії у травні 2014 року

2 серпня 2007 року дебютував в офіційних матчах у складі національної збірної Ісландії. Наразі провів у формі головної команди країни 78 матчів.
У складі збірної був учасником чемпіонату Європи 2016 року у Франції та чемпіонату світу 2018 року у Росії.
Загалом зіграв за збірну 103 гри і забив 3 голи. Свою останню гру за національну збірну Біркір провів проти Північної Македонії 14 листопада 2021 року.

## Досягнення

### «Валюр»
- Чемпіон Ісландії: 2007, 2018, 2020
- Володар Кубка Ісландії: 2005
- Володар Кубка ісландської ліги: 2008, 2018, 2023
- Володар Суперкубка Ісландії: 2006, 2008, 2018

### «Бранн»
- Фіналіст Кубка Норвегії: 2011